# Robertsville (Ohio)
Robertsville – jednostka osadnicza w Stanach Zjednoczonych, w stanie Ohio, w hrabstwie Stark.